# イバン・ハイメ
イバン・ハイメ・パフエロ（Iván Jaime Pajuelo、2000年9月26日 - ）は、スペイン・アンダルシア州マラガ出身のサッカー選手。プリメーラ・ディビシオン・バレンシアCF所属。ポジションはMF。

## クラブ経歴
アンダルシア州のマラガに生まれ、マラガCFのカンテラで育成された。2017-18シーズン、当時テルセーラ・ディビシオンに所属していたマラガCFのBチームでキャリアをスタートさせると、2018年9月11日、コパ・デル・レイのUDアルメリア戦にて途中交代でトップチームデビューを果たした。しかし、マラガではトップチームに定着することは叶わなかったため、2020年9月23日、隣国ポルトガルのFCファマリカンへ移籍した。
2022-23シーズン、ファマリカンで公式戦通算33試合11得点5アシストと結果を残し、シーズン終了後にはプリメイラ・リーガの年間最優秀若手選手賞を受賞した。
2023年8月31日、5年契約でFCポルトへ移籍した。